# Radicaal 50
Van de in totaal 214 Kangxi-radicalen heeft radicaal 50 de betekenis tulband. Het is een van de eenendertig radicalen die bestaat uit drie strepen.
In het Kangxi-woordenboek zijn er 295 karakters die dit radicaal gebruiken.

## Karakters met het radicaal 50

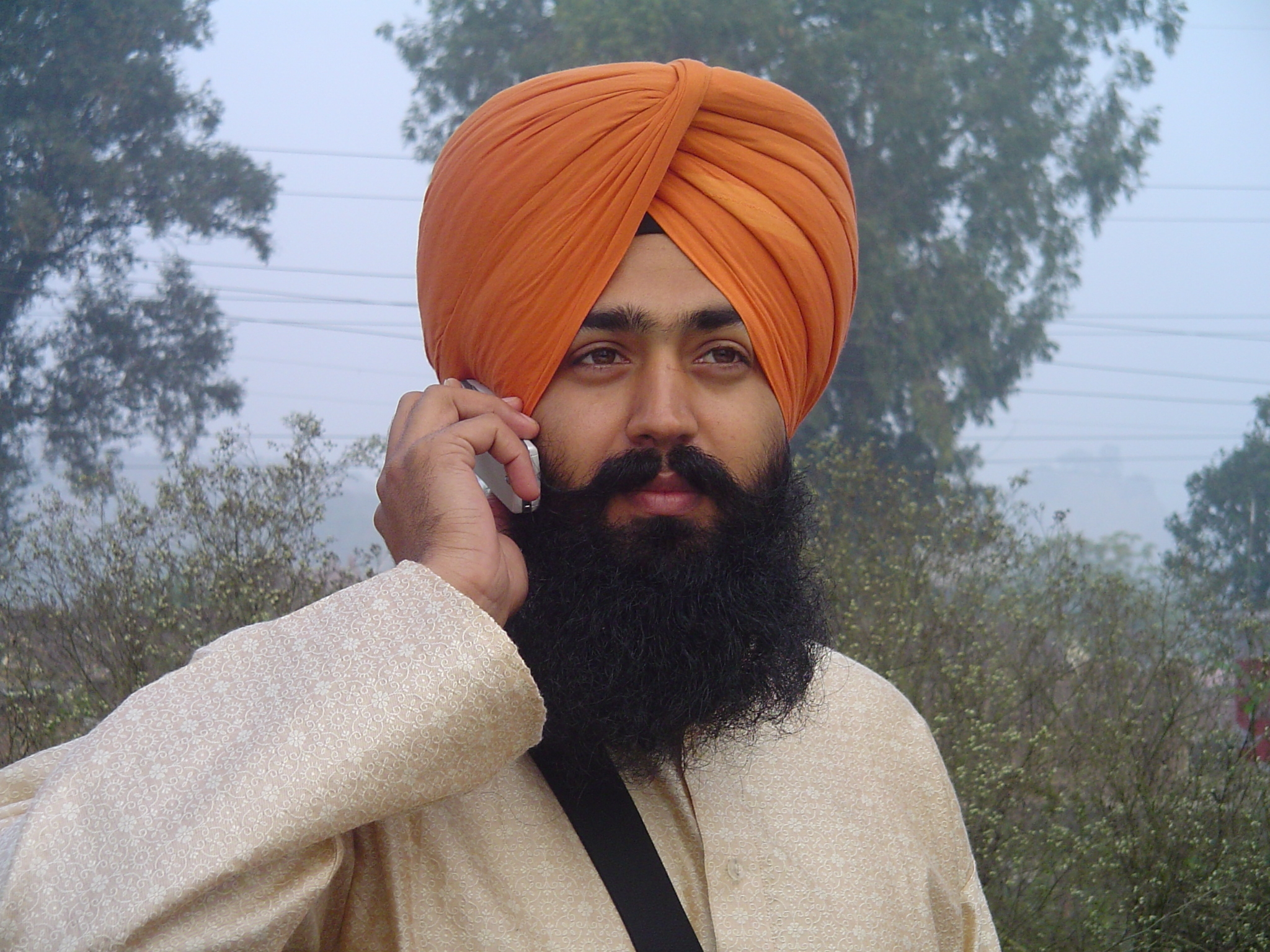
Een Sikh draagt een tulband.

| Strepen | Karakter                            |
| ------- | ----------------------------------- |
| + 0     | 巾                                  |
| + 1     | 巿 帀 币                            |
| + 2     | 市 布 帄 帅                         |
| + 3     | 帆 帇 师                            |
| + 4     | 帉 帊 帋 希 帍 帎 帏 帐             |
| + 5     | 帑 帒 帓 帔 帕 帖 帗 帘 帙 帚 帛 帜 |
| + 6     | 帝 帞 帟 帠 帡 帢 帣 帤 帥 带 帧    |
| + 7     | 帨 帩 帪 師 帬 席 帮 帯 帰 帱       |
| + 8     | 帲 帳 帴 帵 帶 帷 常 帹 帺 帻 帼    |
| + 9     | 帽 帾 帿 幀 幁 幂 幃 幄 幅 幆 幇 幉 |
| + 10    | 幊 幋 幌 幍 幎 幏 幐                |
| + 11    | 幈 幑 幒 幓 幔 幕 幖 幗 幘 幙 幚 幛 |
| + 12    | 幜 幝 幞 幟 幠 幡 幢 幣 幤 幥       |
| + 13    | 幦 幧 幨 幩                         |
| + 14    | 幪 幫 幬                            |
| + 15    | 幭 幮 幯                            |
| + 16    | 幰                                  |
| + 17    | 幱                                  |

Orakelbotkarakter
Bronskarakter
Groot zegelkarakter
Klein zegelkarakter